# مسجد ایپکچیلر
مسجد آیت‌الله اهری (ایپکچیلر) مربوط به دوره پهلوی است و در تبریز، نرسیده به بازار کلاهدوزان، جنب دباغخانه واقع شده و این اثر در تاریخ ۱۷ اسفند ۱۳۸۱ با شمارهٔ ثبت ۷۸۰۱ به‌عنوان یکی از آثار ملی ایران به ثبت رسیده است.